# Hippopsis quinquelineata
Hippopsis quinquelineata es una especie de escarabajo longicornio del género Hippopsis, tribu Agapanthiini, subfamilia Lamiinae. Fue descrita científicamente por Aurivillius en 1920.

## Descripción
Mide 8-18 milímetros de longitud.

## Distribución
Se distribuye por Argentina, Brasil y Guayana Francesa.